# 807 Ceraskia
A 807 Ceraskia (ideiglenes jelöléssel 1915 WY) a Naprendszer kisbolygóövében található aszteroida. Max Wolf fedezte fel 1915. április 18-án.